# Sant'Angelo Lomellina
Sant'Angelo Lomellina là một đô thị ở tỉnh Pavia trong vùng Lombardia của Ý, có cự ly khoảng 45 km về phía tây nam của Milan và khoảng 35 km về phía tây của Pavia. Tại thời điểm ngày 31 tháng 12 năm 2004, đô thị này có dân số 821 người và diện tích là 10,4 km².
Sant'Angelo Lomellina giáp các đô thị sau: Castello d'Agogna, Castelnovetto, Ceretto Lomellina, Cozzo, Zeme.